# Lynx Software Technologies
Lynx Software Technologies est une entreprise produisant des systèmes d'exploitation et des outils de développement de systèmes embarqués.  
Siégeant à San José (Californie), la société (connue auparavant sous les noms Lynx Real-Time Systems puis LynuxWorks jusqu'en mai 2014) a débuté en 1988 avec son système d'exploitation temps réel (RTOS en anglais) LynxOS, qui s'emploie surtout dans les applications avioniques, militaires et de fabrication industrielle.
Depuis 2000, Lynx Software Technologies offre également un système d'exploitation Linux pour systèmes embarqués, qui s'appelle BlueCat Linux. Cette même année, LynuxWorks a acquis Integrated Software & Devices Corporation (ISDCorp), une société de systèmes embarqués possédant neuf ans d'expérience. Lynx Software Technologies est un des membres-fondateurs de l'organisme Embedded Linux Consortium.
En 2003, LynuxWorks a lancé une version spécialisée de LynxOS qui s'appelle LynxOS-178, à l'intention des applications avioniques qui doivent atteindre la certification au standard DO-178B.
Ses principaux concurrents sont MontaVista, QNX, VxWorks, et Windows.